# Devenir (banda)
Devenir es una banda de heavy metal argentina formada por Mario Ian en el año 1997 junto a Pablo Naydón. En el año 2000 lanzaron un EP con cuatro canciones. En el 2001 participaron del disco tributo a Rata Blanca La leyenda continúa, grabando la canción "Herederos de la fe". En 2003 editaron su primer y único LP, titulado "Red hipnótica". El grupo se disolvió en 2005. En 2025 el grupo se reformó en formato cuarteto. Además de la vuelta de Ian (voz y ahora también guitarra) de Naydón y Glinatsis (batería y bajo, respectivamente) se suma la incorporación de Alejo León (guitarra, ex-Iorio) y se encuentra preparando nuevo material discográfico.

## Integrantes
- Mario Ian (Voz) 1997-2005, (Voz y guitarra) 2025 -actualmente
- Pablo Naydón (Batería) 1997-2005, 2025 -actualmente
- Román Montesi (Guitarra) 1997-2001
- Yani Glinatsis (Bajo) 1997-2005, 2025-actualmente
- Fernando Cosenza (Guitarra) 2001-2003
- Nestor Politino (Guitarra) 2002-2005
- Alejo León (Guitarra) 2025-actualmente

## Discografía
- Devenir (EP, 2000)
- Red hipnótica (LP, 2003)